# Sascha Bigler
Sascha Bigler (* 19. Juli 1968 in Zürich) ist ein Schweizer Drehbuchautor und Regisseur.

## Werdegang
Bigler ist der Sohn der Schauspielerin Christiane Hörbiger (1938–2022) und des Journalisten Rolf R. Bigler (1930–1978). Nach dem Tod seines Vaters im September 1978 wurde er von seiner Mutter allein großgezogen.

## Filmografie
- seit 2007: SOKO Donau
- 2009: Annas zweite Chance
- 2010: Der Winzerkönig (Drehbuch, 11 Folgen)
- 2011: Meine Schwester (Buch und Regie)
- 2012: Heiter bis tödlich: Fuchs und Gans
- 2013: Tatort: Unvergessen (Buch und Regie)
- 2017: Kommissar Pascha (Buch und Regie)
- 2017: Stadtkomödie – Herrgott für Anfänger (Buch und Regie)
- 2018: München Mord: Die ganze Stadt ein Depp (Regie)
- 2018: Die Muse des Mörders (Buch und Regie)
- 2019: Der beste Papa der Welt (Regie)
- 2019: München Mord: Leben und Sterben in Schwabing (Regie)
- 2019: Stadtkomödie – Der Fall der Gerti B. (Buch und Regie)
- 2021: Das Kindermädchen: Mission Kanada (Regie)
- 2021: Das Kindermädchen: Mission Italien (Regie)